# Língua cocama
A língua cocama, ou kokama, é uma língua do tronco Tupi  falada por alguns indivíduos da etnia Kokama. É originária do Peru, onde contabiliza 19 mil indivíduos (2003), 9 mil (CGTT, 2003) no Brasil e 792 (Unesco, 2004) na Colômbia. Apesar do número relativamente expressivo do grupo étnico, a língua kokama encontra-se com poucos falantes (estima-se que apenas 5% do total de indivíduos) e em risco de extinção, classificado no nível 8a (moribundo) na escala EGIDS.

## Etimologia
A origem do nome é incerta, mas há algumas possibilidades. As primeiras hipóteses descrevem que a origem do nome "kokama" tenha vindo da junção de "gwikám+awa", "força+de pessoa", ou seja, "pessoas de força". Outra sugestão é que tenha partido da junção de "kuika-m+wa", "pessoas de lá". Para o nome Kokamilla, há ainda a teoria de ser "kokama+ia", Kokama+coração, interpretado como "Kokama de coração", "Kokama legítimo". Outras sugestões seriam "koka+miri+ia koka(ma)", pequeno+coração ou "pequeno (grupo de) Kokama‟, e "ku+kama", "campo-peito", interpretado como "pessoas crescidas no campo‟, ou ainda "ku+kama+miri+ia", campo+peito+pequeno+coração".
Além dessas hipóteses, há outra baseada na localidade do povo:, crê-se que o nome surgiu a partir do nome dado pelos espanhóis ao rio Ucayali, um deles sendo "Coca", e consequentemente aos seus habitantes: "coca + awa", "coca + povo", ou seja, "Povo do rio Coca".

## Distribuição
No Peru, as comunidades kokama são mais numerosas, podendo ser encontradas nas regiões de Ucayali, alto Amazonas,  Alto Solimões, Marañon, Huallaga, Nanay, Itaya, Maynas, Maquia, Requena, Iquitos, Yurimaguas e Lagunas. No Brasil, são encontrados em Tabatinga, Benjamin Constant e Tefé, assim como na periferia de Manaus. São encontramos em comunidades no Rio Solimões, nas Terra Indígena Acapuri de Cima, Terra Indígena Espírito Santo, Terra Indígena Evaré I e Terra Indígena Kokama. Na Colômbia, há comunidades kokama na Isla Ronda, na cidade de Letícia, e em Naranjales, Palmeras, e vilarejos de São José.
A língua Kokama pode ser compreendida em sua variedade falada no Brasil e na sua falada no Peru, Kukama-Kukamiria, e a língua Omágua como uma de suas variações. O povo Omágua foi historicamente relacionado ao povo Kokama por também habitarem localidades próximas, como no rio Marañon e do Alto Solimões, devido às semelhanças fonéticas e de vocabulário, sendo no passado consideradas a mesma língua com base em critérios históricos e geográficos. Eram línguas muito próximas faladas em comunidades distribuídas na parte alta do rio Huallaga, rio Cocama, partes baixas do Marañón, Samiria, Ucayali e Amazonas, revelando apenas certas diferenças fonológicas e lexicais entre essas duas variedades mutualmente inteligíveis.
Contudo, hoje compreende-se se tratarem de variações diferentes, e o omágua é o que mais diverge dos três, sendo tratada como uma língua distinta do mesmo sub-grupo tupi-guarani por se tratar de um povo distinto dos Kokama, assim como o Nheengatu, outra língua muito similar, porém distinta.

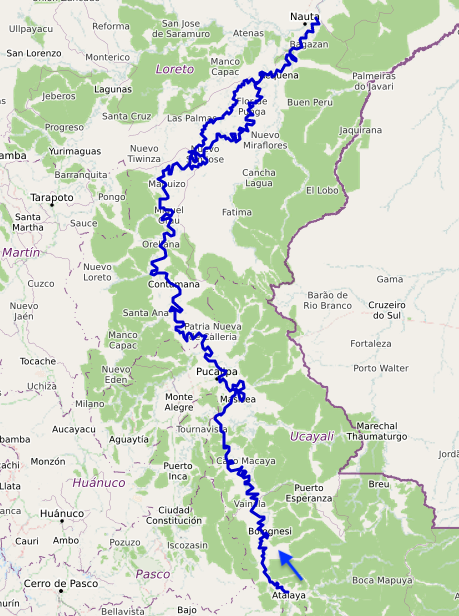
Rio Ucayali, um importante rio na história do povo Kokama

## História
A história de migração e interação com diversos grupos diferentes (indígenas falantes de outras línguas, europeus e mestiços) resultou em uma gramática e um vocabulário singulares ao povo Kokama em relação ao seu entorno.
Os Kokama teriam chegado às terras altas da Amazônia peruana em torno de 200 ou 300 anos antes da chegada dos exploradores europeus na região. Os motivos variaram entre procura por alimento, fugir de guerras contra outros indígenas, por motivos religiosos e, mais tardiamente, para escapar da escravidão europeia, representando um dos melhores exemplos das tendências migratórias do etnodinamismo tupi-guarani. 
Durante os anos de 1680 e 1820, um pequeno grupo de Kokama migraram por entre o Marañon e o rio Huallaga e criaram, em 1670, uma cidade chamada Lagunas, marcando a origem do subgrupo Kokamilla. Mais tardiamente, um grupo de Ucayali  continuou a migrar até sua confluência com o rio Marañon, fundando em 1830 a cidade de Nauta.  Durante o período de missionários jesuítas no Alto Amazonas, quéchua e kokama foram as línguas francas na área onde atualmente é a Província de Maynas (Peru), a qual inclui vilas ao longo dos rios Ucayali, Huallaga, Pastaza e Napo. Nesse período, as populações indígenas foram forçadas ou a se juntar às grandes haciendas e viver sob julgo de escravidão para aceitar o sistema reducionista dos missionários, ou escapar de suas terras originais. Nessas reduções, havia vários grupos étnicos distintos e diz-se que a língua dominante nessas reduções era o kokama, visto que o trabalho missionário espanhol começou com o povo kokama, o qual foi o primeiro a ter reduções nessa região. Com a expulsão dos jesuítas em 1768, houve mais de 40 reduções com uma população em torno de 1800 indígenas. Por volta de 1853, novas campanhas de colonização da floresta ocorreram, restabelecendo o sistema de haciendas, dos quais os Kokamas eram os principais trabalhadores.
Nas relações dos Kokama no Brasi, conforme registros históricos dos primeiros séculos da colonização do Amazonas, uma variante da mesma língua foi falada através das fronteiras do Peru, do Brasil e da Colômbia, o Omágwa. Importante ressaltar que os povos omágwa e kokama são consideradas línguas distintas, por motivações que vão além da pura análise linguística. Os Kokama também foram desde o século XVI relacionados a eles, tomando como base comparativa principal as belas roupas brancas com desenhos coloridos em formas geométricas, descritas como sendo sofisticadamente pintadas à mão. Mas foi o padre jesuíta Samuel Fritz que, tendo conhecido o povo Kokama e tendo observado suas características linguísticas, conviveu com os Omágwa no Alto Solimões durante mais de três meses. Com isso ele relacionou o povo e a língua Omágwa respectivamente ao povo e à língua kokama, assim como as duas línguas à Língua Geral Amazônica. Considera-se que Kokama, Cocamilla e Omágwa são variantes da mesma língua, sendo o Omágwa o mais divergente dos três, fato corroborado pelos catecismos Omágwa do século XVII e os primeiros documentos sobre essa língua.
No final do século XVII, O Pe. Samuel Fritz levou a maioria dos omágwa que viviam no Brasil para a província de Maynas, no Peru. Com o fim das missões jesuíticas no Marañon e o surgimento das haciendas no Peru, muitos indígenas passaram a viver em novos sistemas de haciendas. Já no final do século XIX, várias famílias Kokama deixaram o Peru para trabalhar nos seringais do Alto Solimões e algumas dessas famílias alcançaram o rio Jutaí já no médio Solimões. Nos Seringais, as famílias Kokama passaram a viver em contato com indígenas de várias etnias e com nordestinos soldados a borracha. Nesses contextos, as crianças Kokama passaram a falar a língua de comunicação nos seringais, que era o português. Salvo os Tikúna, os quais, já no final do século XIX, eram maioria indígena nas beiradas do Solimões e preservaram a língua nativa como primeira língua, os demais indígenas tiveram de adotar o português e deixar para trás as suas respectivas línguas nativas, e isso fez com que, mesmo com algumas famílias Kokama continuando a falar sua língua em casa, apenas fosse falada pelos mais antigos, com seus filhos preservando alguns vocábulos. Os Kokama fundadores de Sapotal, por exemplo, pertencem a algumas dessas famílias que vieram do Peru para trabalhar nos seringais que correspondem, hoje, às aldeias Tikúna de Ourique e de Feijoal. No Brasil, tem-se ações isoladas de revitalização da língua kokama para o ensino da língua Kokama como segunda língua. Atualmente são encontrados no Brasil descendentes de aproximadamente 20 famílias kokama, dentre as quais, as famílias Aiambo, Pacaio, Samias, Tibão, Tananta, Kuriki, Panduro, Maniama, Sandoval, Ramires, Peres, Arcanjo, Lopes, as quais, possivelmente, chegaram ao Brasil na mesma época para trabalhar nos seringais do Solimões. Nos seringais onde foram morar, as famílias Kokama ainda falaram por um bom tempo a língua nativa em casa, mas nas demais situações eram obrigadas a falar português, já que não falavam outras línguas indígenas mais numerosas. Dos vários casamentos realizados nos anos 40 entre os Kokama, ou o marido ou a esposa era passivo no conhecimento da língua kokama, de forma que seus filhos aprenderam apenas palavras soltas relativas a nomes de peixes e de plantas, cujo conhecimento se propagou provavelmente pela semelhança entre o kokama e o nheengatú falado até pouco depois da primeira metade do século XX na região.

### Teorias sobre a origem da língua
A princípio, a língua foi documentada como sendo pertencente do tronco tupi-guarani, mas, em posteriores análises, percebeu-se a incompatibilidade gramatical da língua kokama com outras línguas tupi-guarani, apesar de vocabulário consideravelmente congruente entre as línguas. Dessa forma, foi levantada a hipótese de que o kokama foi resultado do contato linguístico entre povos de línguas diferentes, resultando em que kokama não pudesse ser geneticamente classificada. Dentre as possibilidades de sua origem, aventa-se a possibilidade de ter-se como uma nova língua nas reduções jesuíticas na província de Maynas, visto que os falantes precisavam de uma forma de comunicação. Nesse cenário, propõe-se que o contato linguístico ocorreu entre um povo falante de uma língua muito  próxima do Tupinambá, e, após pesquisas, concluiu-se que apenas alguns vocábulos kokama são tupinambás, mas não sua gramática. Nem mesmo as correspondências fonológicas seriam regulares.  Outra possibilidade é a de que kokama ter-se-ia originado ainda na pré-história em contextos sociais caracterizados por reunir falantes de línguas geneticamente distintas, de forma a criar uma nova língua, sendo esta justamente a kokama, justamente devido à sua gramática contrastante e diferente das demais línguas a ela relacionadas. Ademais, também é levantada a hipótese de que os ancestrais dos Kokama e dos Omágwa teriam sofrido influência de outros indígenas antes do primeiro contato com o europeu pelo menos um século e meio antes do efetivo contato com a colonização europeia na Amazônia. Esse processo foi rotulado como "Crioulo abrupto". Além, a presença de traços  não-tupi em kokama sugerem influências de outras línguas como o espanhol, o português, o quéchua, a língua média, a língua geral, línguas pano, línguas aruak, dentre outras. Os numerais kokama, por exemplo, são de origem tupi do 1 ao 4, mas, daí adiante, constituem-se de números emprestados do quéchua

### Histórico de documentação
O primeiro escrito do qual se tem conhecimento  é do explorador espanhol Juan Salinas de Loyola, o qual encontrou o povo Kokama em suas viagens  pelo rio Ucayali:
 “...y más a delante de la dicha provincia di en otra muy menor que se dice Cocama. Tienen las poblaciones sobre las barracas de los ríos, muy bien formadas; la gente es de mucha policía así en los vestidos, porque son de algodón y muy primos con plumaje y joyas de oro y plata de que adornan a sus personas;los caciques que hay en cada pueblo son muy respetados de los naturales; comida de todo género en abundancia y frutas; pescados, muchos y muy buenos y diferentes; montería y caza, loza mejor y más prima y galana que hay en el mundo;la lengua es diferente pero con intérpretes me entendía con ellos. Salieron de muy buena paz y ziendo (así) todo buen hospedaje y lo mismo lo que duro la dicha provincia y lengua, que será hasta sesenta leguas, en el cual distancia hay muchos pueblos y lagunas pobladas naturales...” […e depois dessa província, cheguei a outra muito pequena chamada Cocama. As pessoas ficam à beira dos rios, muito bem organizadas; o povo tem cuidado suas roupas, porque são de algodão e belas penas e joias de prata e ouro decoram seus trajes; os chefes/senhores de cada cidade são respeitados pelos nativos; há todos os tipos de comida e frutas; peixes, muitos e de muitas espécies; caça, cerâmica fina do melhor do mundo; a língua é diferente, mas com intérpretes eu pude me comunicar com eles. Eles saíram em paz e foram acolhedores durante o tempo da viagem que teve lugar nesta província e [onde] esta língua [foi falada], cerca de sessenta léguas, distância dentro da qual havia muitas cidades e lagos habitados por nativos” (Jiménez de la  Espada, 1965, T IV: 201-202)
É sabido que os espanhóis nomearam o rio Ucayali de diversas formas, entre eles Coca e Cocama:
“Por los años de 1578 en que Diego de Aguilar y de Córdoba, gobernador de Huánuco y autor de la Soledad Entretenida, escribía su libro titulado El Marañón […] dichas noticias no habían cambiado de carácter, de origen ni de rumbo. Describiendo el río de Cocama o Ucayali, en el cap. 8.0 del ms. original, “su verdadero nacimiento —dice (equivocándose)— es en la misma provincial de Guánuco (verdadera madre de este famosísimo río…” [Por volta de 1578, quando Diego de Aguilar y de Córdoba, governador de Huanuco e autor de "Soledad Entretenida", escreveu seu livro El Marañon […] As notícias não mudaram a respeito de suas origens. Descrevendo o rio Cocama ou rio Ucayali, no capítulo 8 do manuscrito original, ele diz erroneamente que “sua origem verdadeira é na Província de Guánuco (a verdadeira mãe desse famoso rio)”] (Jiménez de la Espada 1965:172, fn. 1)
Com isso, provavelmente a palavra Cocama foi originado do nome dado ao rio Ucayali e, consequentemente, às populações da regiões. Outra ideia é de que Cocama pode vir de "coca + awa", o que seria "pessoas  do rio Coca". Contudo, trata-se apenas de suposições dentre muitas outras.
No século XX e XXI, foram realizadas vastas pesquisas acerca da língua (conferir bibliografia) acerca de sua gramática, relações históricas e evolução da língua em comparação com sua versão atual e sua versão antiga. O Governo Peruano, por meio de seu Ministério de Educação pública, desenvolveu um projeto na tentativa de alfabetizar e "castelhanizar" as diversas tribos indígenas do país. Com isso, esperava-se que, com a alfabetização em suas línguas maternas, fossem atraídos a aprender o espanhol. Dessa forma, coube aos membros do Instituto Linguístico de Verão, ligados à Universidade de Oklahoma, alfabetizar os indígenas, em especial os Kokama. A exemplo de dois linguistas, tem-se Norma Faust e Audrey Soderholm. Desenvolveram, então, uma série de cartilhas e atividades seriadas de alfabetização, entre elas o Ini ícua cuatiarayara (1956), na qual desenvolveram uma ortografia, em um esforço de revitalização da língua.

### Revitalização da língua
No Brasil e no Peru, há ações de revitalização língua Kokáma, buscando especialmente contato com atuantes indígenas nas regiões do povo kokama e retomar as memórias dos que recordam de sua língua, como por exemplo:
- Em 2013 moradores Nauta, Loreto, Peru, criaram um vídeo de rap infantil no dialeto Kukama-Kukamiria, em colaboração com o Radio Ucamara. A estação de rádio local esteve envolvida na conservação da língua, começando a administrar uma escola chamada Ikuar, cujo objetivo era ensinar a língua por meio de músicas e histórias tradicionais.[3]

- O Curso de licenciatura para professores indígenas do Alto Solimões (Universidade Estadual do Amazonas - UEA - em pareceria com a Organização Geral dos Professores Ticunas Bilíngues - OGPTB), cujas pesquisas desenvolvidas por alunos do curso têm identificado lembradores da língua Kokáma;[5]
- Nos esforços de revitalização, também há a escola Atawanã kwaratxi, localizada na comunidade Nova Esperança do Brasileirinho, em Manaus, e a escola da comunidade Ritama kamata tsuri situada, em Benjamin Constant.  Além delas, há no Peru um Programa de Formación de Maestros Bilíngues de la Amazonía Peruana - FORMABIAP - que ensina a língua Kokáma como segunda língua;[5]
- Em Santo Antônio do Iça, os Kokáma das comunidades São Gabriel e São José desenvolvem processos de revitalização da língua e da cultura Kokáma, sobretudo com o apoio de pessoas idosas que mantêm na memória conhecimentos tradicionais desse povo;[5]
- O Laboratório de Línguas Indígenas (LALI) da Universidade de Brasília que atuaA no Programa de Formação de Professores Kokáma da Universidade Estadual do Amazonas (UEA) já produziu os seguintes produtos:[5]
  - Um CD contendo músicas tradicionais dos Kokáma, gravadas durante o Curso de licenciatura para professores indígenas do Alto Solimões, em 2006.
  - Tradução da GRAMÁTICA KOKÁMA de Norma Faust (publicada em Série Linguística Peruana, nº 6, 1972). A tradução e adaptação do texto do livro foi realizada por Ana Suelly Arruda Câmara Cabral, Chandra Wood Viegas, Pe. Ronald MacDonell sob a supervisão de Aryon Dall’Igna Rodrigues.
  - Um vídeo “Língua Kokáma”, produzido pelos graduandos Kokáma na VI Etapa do curso, sob a direção de Chandra Wood Viegas e editado por Jorge D. Pennington (www.tvnavegar.com.br).
  - Um DVD interativo, que é um material de apoio aos professores Kokáma. O DVD é intitulado Makatipa na utsu?. Foi organizado por Chandra Wood Viegas

## Fonologia
No kokama, há a presença de 16 vocálicos, dentre os quais 4 nasais, e 22 sons consonantais

### Vogais
|               | Anterior | Central | Posterior |
| ------------- | -------- | ------- | --------- |
| Fechada       | i ĩ      | ɨ       | u ũ       |
| Quase fechada | ɪ        |         | ʊ         |
| Semifechada   | e ẽ      |         | o         |
| Média         |          | ə       |           |
| Semiaberta    | ɛ        |         | ɔ         |
| Quase aberta  |          | ɐ ɐ̃     |           |
| Aberta        | a        |         |           |

|                         | Anterior                      | Quase anterior                | Central                       | Quase posterior               | Posterior                     |
| Fechada                 | \| i ɨ u ɪ ʊ e o ə ɛ ɔ ɐ a \| | \| i ɨ u ɪ ʊ e o ə ɛ ɔ ɐ a \| | \| i ɨ u ɪ ʊ e o ə ɛ ɔ ɐ a \| | \| i ɨ u ɪ ʊ e o ə ɛ ɔ ɐ a \| | \| i ɨ u ɪ ʊ e o ə ɛ ɔ ɐ a \| |
| Quase fechada           | \| i ɨ u ɪ ʊ e o ə ɛ ɔ ɐ a \| | \| i ɨ u ɪ ʊ e o ə ɛ ɔ ɐ a \| | \| i ɨ u ɪ ʊ e o ə ɛ ɔ ɐ a \| | \| i ɨ u ɪ ʊ e o ə ɛ ɔ ɐ a \| | \| i ɨ u ɪ ʊ e o ə ɛ ɔ ɐ a \| |
| Semifechada             | \| i ɨ u ɪ ʊ e o ə ɛ ɔ ɐ a \| | \| i ɨ u ɪ ʊ e o ə ɛ ɔ ɐ a \| | \| i ɨ u ɪ ʊ e o ə ɛ ɔ ɐ a \| | \| i ɨ u ɪ ʊ e o ə ɛ ɔ ɐ a \| | \| i ɨ u ɪ ʊ e o ə ɛ ɔ ɐ a \| |
| Média                   | \| i ɨ u ɪ ʊ e o ə ɛ ɔ ɐ a \| | \| i ɨ u ɪ ʊ e o ə ɛ ɔ ɐ a \| | \| i ɨ u ɪ ʊ e o ə ɛ ɔ ɐ a \| | \| i ɨ u ɪ ʊ e o ə ɛ ɔ ɐ a \| | \| i ɨ u ɪ ʊ e o ə ɛ ɔ ɐ a \| |
| Semiaberta              | \| i ɨ u ɪ ʊ e o ə ɛ ɔ ɐ a \| | \| i ɨ u ɪ ʊ e o ə ɛ ɔ ɐ a \| | \| i ɨ u ɪ ʊ e o ə ɛ ɔ ɐ a \| | \| i ɨ u ɪ ʊ e o ə ɛ ɔ ɐ a \| | \| i ɨ u ɪ ʊ e o ə ɛ ɔ ɐ a \| |
| Quase aberta            | \| i ɨ u ɪ ʊ e o ə ɛ ɔ ɐ a \| | \| i ɨ u ɪ ʊ e o ə ɛ ɔ ɐ a \| | \| i ɨ u ɪ ʊ e o ə ɛ ɔ ɐ a \| | \| i ɨ u ɪ ʊ e o ə ɛ ɔ ɐ a \| | \| i ɨ u ɪ ʊ e o ə ɛ ɔ ɐ a \| |
| Aberta                  | \| i ɨ u ɪ ʊ e o ə ɛ ɔ ɐ a \| | \| i ɨ u ɪ ʊ e o ə ɛ ɔ ɐ a \| | \| i ɨ u ɪ ʊ e o ə ɛ ɔ ɐ a \| | \| i ɨ u ɪ ʊ e o ə ɛ ɔ ɐ a \| | \| i ɨ u ɪ ʊ e o ə ɛ ɔ ɐ a \| |
| i ɨ u ɪ ʊ e o ə ɛ ɔ ɐ a |                               |                               |                               |                               |                               |

### Consoantes
|             | Bilabial | Labiodental | Dental | Alveolar | Pós-Aoveolar | Palatal | Velar | Glotal |
| ----------- | -------- | ----------- | ------ | -------- | ------------ | ------- | ----- | ------ |
| Plosiva     | p b      |             |        | t d      |              |         | k ɡ   |        |
| Africada    |          |             |        | t͡s d͡z    | t͡ʃ           |         |       |        |
| Nasal       | m        |             |        | n        |              | ɲ       | ŋ     |        |
| Vibrante    |          |             |        | r        |              |         |       |        |
| Fricativa   | β        | f v         |        | s        | ʃ            |         |       |        |
| Aproximante | w        |             |        |          |              | j       |       |        |
| Lateral     |          |             |        | l        |              |         |       |        |

Comentários:
- O som [β] corresponde à pronuncia dos sons [B], [v] ou [f] de palavras do espanhol e do português;
- [nd] e [ŋg] são resultados da sonorização respectivamente de /t/ e /k/ quando precedidos por /n/, mas algumas palavras kokama com esse som não derivam dessa sonorização;
- [b] [d] e [g] ocorrem em palavras de origem espanhola, portuguesa, da Língua Geral Amazônica e do Quéchua;
- O som [l] só ocorre em palavras do espanhol e do português;
- O som [f] ocorre no seguido de /r/.

[β]:
/'βihʊ/ -> viejo
/'βjestɐ -> fiesta
/'βɛʃtɐ/  -> festa
[nd]: Há uma palavra Kokáma em que o som [nd] não pode ser derivado da sonorização de /t/. Trata-se da partícula existencial negativa /temende/.
[ng]: ahan ‘este’+ ka ‘em’--> /a'hɐ̃ŋgɐ/ ‘aqui’
[s]: /'sɐ̃ndiɐ/  -> sandía (melancia)
[f]: /su'friʃkɐ/ -> sofrer
Há uma ligeira flutuação de [s] e [ts] em palavras do Kokáma como ['sitsɐ] - ['tsitsɐ] -> flor
[l]: /'lata/ -> lata, /'lunes/ -> segunda-feira

### Construção Silábica
A língua apresenta as seguintes possibilidades de construção silábica:
C = Consoante, V = Vogal
- V - /aˈkɨtʃa/ - medo
- VV - /a͜i'waska/ - droga extraída de cipó
- CV - /ka'nata/ - luz
- CVV - /Ku͜a'ratʃi/ - sol
- VC - /pa'in/ - puro
- VVC - /a͜is'mika/
- CVC - /ɨ'pɨn/ - macio
- CVVC - /i'kuan/ - instruido
- CCV - /'sti/ - meu nariz (fala feminina)

### Acento
O kokama do Brasil, assim como o kokama do Peru, possui acento na penúltima sílaba das palavras. Esse padrão muda quando a palavra se combina com o nominalizador -n (pɨtáni + -n = pɨtanín ‘o vermelho’ que atrai o acento para a última sílaba da palavra. Provavelmente por formar um padrão CVC final. Há, por outro lado, algumas palavras que possuem acento final. Estes são os dêiticos ikiá, "este", e juká, "isso" (fala masculina). As vogais são mais longas nas sílabas acentuadas do que nas sílabas não acentuadas.

## Ortografia
Nos documentos históricos, alguns sistemas de escritas podem ser encontrados, todos em alfabeto latino por parte de pesquisadores e não-indígenas, devido à falta de escrita do kokama antes do contato com eles, seja por missionários jesuítas da época da colonização ou linguistas estudando a língua. Contudo, sendo o Ini ícua cuatiarayara  o mais moderno e aplicado à alfabetização dos falantes nativos, será tomado como exemplo. De acordo com o próprio Ini ícua cutiarayara, as letras podem ser lidas assim como são em castelhano, com algumas observações:
- E e -> "soa algo entre 'i' e 'e'"
- Ɨ ɨ -> "é um 'u' sem arredondar os lábios"
- Y y -> "em alguns lugares, soa como o 'y' do castelhano; essa mesma letra, em outros lugares, também de fala cocama, soa quase como o 'd' do castelhado, quando acompanha "a, e, ɨ, u"; quando está acompanhada de 'i', sempre soa como o 'y' do castelhano, em todos os lugares.

Em ordem, as letras apresentadas são:
A a, B b,C c, Ch ch, D d, E e, F f, G g, Hu hu, I i , J j , L l , M m, N n, Ñ ñ, O o, P p,  Q q,  Ɨ ɨ,  R r, S s, Sh sh, T t, Ts ts, U u, Y y
No documento, não há especificações quanto aos nomes das letras na língua kokama.

## Gramática
No geral, a língua kokama apresenta uma gramática bastante divergente de outros do tronco tupi-guarani, sustentando por isso sua origem não-genética.
É uma língua predominantemente SVO/OSV, em que o adjetivo pode ser o nome + relativizador; possui presença de pluralizador, distinção de sexo biológico em suas formas pronominais (ou seja, há pronomes diferentes a depender do sexo de quem fala, e não de quem se fala) e falta de morfologia flexional, isolante, sem concordância verbal, e a relação sujeito-objeto é dada pela ordem da oração. Se o falante estiver reproduzindo o discurso de um falante do sexo oposto, como uma citação direta ou história narrada por outrem, ele deve mudar seu modo de fala para se adequar às regras gramaticais, utilizando então as formas do sexo oposto. É em sua gramática que carrabora com a teoria de não ser uma língua geneticamente filiada ao tronco Tupi-Guarani, no qual identificam-se as seguintes características contrastantes: apresentam rica variação na ordem dos sujeitos e predicados, mas a mais comum e padrão é a SOV; não há distinção de sexo biológico nas formas pronominais e possui uma rica flexão morfológica.

### Pronomes Pessoais
Para os pronomes pessoais, há duas formas: as longas e as curtas. Além disso, há diferença entre o plural inclusivo e o plural exclusivo, ou seja, se o plural inclui o falante ou não.
Forma longa:
| Fala feminina           | Fala masculina          |
| ----------------------- | ----------------------- |
| etse (1.p.s)            | ta (1.p.s)              |
| ene (2.p.sing)          | ene (2.p.sing)          |
| ini (1.p.pp.inclusiva)  | ini (1.p.pp.inclusiva)  |
| penu (1.p.pp.exclusiva) | tana (1.p.pp.exclusiva) |
| epe (2.p.pp)            | epe (2.p.pp)            |
| ai (3.p.singular)       | uri,ura (3.p.singular)  |
| inu (3.p.pp)            | rana (3.p.pp)           |

Usa-se a forma longa quando:
- Aparece como um complemento

Purepeta etse na mɨmapu. 
(Venda-me por meio de seu animal domesticado)
- Aparece na função de sujeito e como primeiro elemento da oração ou como último elemento do predicado.

Etse tseta atawari
Eu quero galinha’.

Tɨma txɨpɨjara ura riaka
"Ela não custa muito".
Uri e ura ocorrem antes e depois do predicado, respectivamente.
Forma curta:
| Fala feminina           | Fala masculina          |
| ----------------------- | ----------------------- |
| tsa (1.p.s)             | ta (1.p.s)              |
| na (2.p.sing)           | na (2.p.sing)           |
| ini (1.p.pp.inclusiva)  | ini (1.p.pp.inclusiva)  |
| penu (1.p.pp.exclusiva) | tana (1.p.pp.exclusiva) |
| epe (2.p.pp)            | epe (2.p.pp)            |
| ja (3.p.singular)       | ra (3.p.singular)       |
| inu (3.p.pp)            | rana (3.p.pp)           |

Usa-se a forma curta quando:
- Na função de possuidor.
  - na mama -> tua mãe’

- Quando funciona como sujeito da oração, mas não é o primeiro elemento desta, embora

preceda o predicado.
- Atawari ra tseta -> Galinha ele quer

Exemplos de sentenças com pronomes pessoais:
Jakari animari era ra tseta eju
jacaré animal bom 3FM gosta comer
O jacaré é o bicho que ela mais gosta de comer
Jate jumurate j uka kwara
Carapanã - fazer.raiva - uka - casa dentro
Carapanã deu raiva para ele dentro da casa dele’
Etse Antonio kumitsa enok westaka
Etse - Antônio - falar - Enok - festa
Também eu falei na festa de Enoque

### Pronomes Demonstrativos
O kakama possuis duas diferenças espaciais para pronomes demonstrativos: perto e menos perto do falante, e eles possuem formas distintas para a forma masculina e feminina.
| Perto do falante | Menos perto do falante |
| ---------------- | ---------------------- |
| ahan (FF)        | jukun (FF)             |
| ahanga (FF       | jukunga, jaepe (FF)    |
| ikiá (FM)        | juká (FM)              |
| ikiaka (FM)      | jukaka, raepe (FM)     |

Ta tseta juká janukatan pɨtanin
Eu - querer - aquele - pano - vermelho
Quero aquele pano vermelho
Uri tseta ikiá jawara tʃuran
Ele quer este cachorro pequeno
Ai tseta ahan jawara tʃuran
Ele quer este cachorro pequeno
Ikiá jawara tSuran ra tseta
Ele quer este cachorro pequeno
Ahan jawara tʃuran ja tseta
Ele quer este cachorro pequeno

### Pronomes possessivos
As construções de pronomes possessivos são construídas precedendo a forma pronominal curta (a longa não é permitida) do elemento possuído.
Maka-tipa naene mirikua
```
Onde está sua esposa?
```

### Substantivos
Os substantivos são construídos em kokama quando integrados aos diversos sufixos existentes na língua, os quais são muito importantes para a construção dos vocábulos, em especial o sufixo "kana", o qual denota pluralidade. No kokama, só existem o singular e o plural para substantivos. Não apresentam gêneros gramaticais e nem marcação de casos por sufixos.
- tapuja+kana -> indígenas
- maj+kána -> brancos
- panára+kána -> bananas

Dentre outros:
kɨra, atenuativo:
```
       
memɨrakɨra
 -> filhinho ou filhinha de mulher
       
Anakɨra
 -> Aninha
       
Alicikɨra
 -> Alicinha
       
Mariakɨra
 -> Mariazinha
```

tʃiru, recipiente:
```
       
púa-tʃíru
 -> anel
        
úwa-tʃiru
 -> recipiente para guardar flecha
```

jara, dono, possuidor:
```
       
tʃɨpɨ+jára
 -> preço
       
ku-jára
 -> dono da roça
       
yamɨ ⁄ma+jára
 -> triste
       
tsarɨ ⁄wa+jára
 -> alegre, dono de alegria
       
mutsána+jára
 -> médico, dono do remédio
```

'pa, cheio:
```
        
jumɨ ⁄ra+pa
 -> cheio de enjoo
        
tsarɨ ⁄wa+pa -> o plenamente alegre

        
mɨrɨti+pa+n
-> pleno de muriti
        
úni+pa+n
 -> cheio de água
```

watsu, intensivo:
```
         
muj+watsu
 -> jibóia
```

### Posposições
- ka -> em
- pu -> instrumentivo
- muki -> com
- kuara -> em, dentro de
- wɨrɨ -> debaixo, dentro
- ari -> em, sobre, acerca de, concernente a
- arika -> oposto, a frente de
- arɨwa -> sobre, em cima de
- tsuj -> afastando-se de
- tsenu -> para
- rupe -> por

Francisco purepe iwatsu Valdemir tsuj
Francisco - comprar - pirarucu - de Valdemir
"Francisco comprou pirarucu de Valdemir"
Otavio kanata banco ipupe-kwara tsajpura 
Otávio - clarear - banco - dentro-inesseptivo - bêbado  
"Otávio amanheceu bêbado debaixo do banco"

### Verbos
A língua não apresenta casos gramaticais e nem concordâncias verbais para definir  verbos, contudo a relação agente-objeto é delimitado pela ordem dos elementos na frase:
- Orações intransitivas sem aspecto contínuo: ordem Sujeito - Verbo
- Orações intransitivas com aspecto contínuo: ordens Sujeito - Verbo progressivo / Verbo progressivo - sujeito
- Orações transitivas sem aspecto contínuo: ordens Sujeito - Verbo - Objeto / Objeto - Sujeito - Verbo
- Orações transitivas com aspecto contínuo: ordens Sujeito - Objeto - Verbo progressivo / Objeto - Verbo progressivo - Sujeito / Sujeito - verbo progressivo - objeto

Tempos verbais
Há três marcadores para o passado e dois para o futuro, os quais diferem em graus de distância temporal:
-uy: passado imediato
Maka rutsuy; ikiaka rayamiuy
Aonde ele foi? He se escondeu aqui‟
-ikuá: passado mais distante, menos presente na memória dos falantes
Upa yumipa ya mirikuaikua
Ela acabou descobrindo a esposa dele

-tsuri: passado remoto
Inu mainanitsatsuri
Eles cuidaram de mim

-utsu: futuro imediato, no qual há considerável probabilidade
Reyutsu ra tsaikɨrapu
Ele vai comer com seus dentes pequenos

-á: futuro remoto, com menos probabilidade considerada, como por exemplo desejos, esperanças, ou coisas improváveis
Maniapuka niriwutsá
Quando você estará voltando? 

Aspectos verbais
A língua apresenta morfemas para representação dos aspectos verbais:
-(a)ri : progressivo/contínuo, indica que o evento expresso na oração está acontecendo
ukɨrɨ-ari -> dormindo 
aki-ari -> entrando 

-ka : funciona como voz média:
- aytse -> ser mau
  - aytse-ka  -> tornar-se mau

- aykua -> estar doente
  - aykua-ka  -> ficar doente

-ka : reiterativo/iterativo, indica a repetição de eventos pontuais.
- wakaya -> convidar
  - wakaya-ka -> compartir

- tsakɨta -> cortar usando a força
  - tsakɨta-ka -> cortar várias vezes

- ɨpɨka -> cortar algo com cuidado
  - ɨpɨka-ka -> cortar algo com cuidado em pequenos pedaços, picar

-pa : completivo, indica a completude do evento, dando ênfase ao evento e derivando verbos de nome. Une-se também à partícula modal -ti para potencializar ênfase argumentativo.

-pa : completivo, indica a completude do evento, dando ênfase ao evento e derivando verbos de nome. Une-se também à partícula modal -ti para potencializar ênfase argumentativo.
- Eretse -> ser forte
  - Eretse-pa-ti -> muito forte

- tua  -> ser grande
  - Tua-pa-ti  -> gigatnte

- ipuku -> ser longo
  -  ipuku-pa-ti   -> ser muito longo

- yumɨri -> estar com raiva
  - yumɨri-pa-ti    -> estar com muita raiva

-ta: causativo, possuis as funções de adicionar um participante à cena do evento expresso pelo verbo base e deriva verbos transitivos de nomes:

-ta: causativo, possuis as funções de adicionar um participante à cena do evento expresso pelo verbo base e deriva verbos transitivos de nomes:
- Era  -> ser bom, estar bem
  - Era-ta -> limpar, consertar, arrumar, preservar

Modos verbais
Existem partículas específicas que marcam o modo do verbo:
-tin: certeza
-ray: especulação
-ía: reportativo
-taka: incerteza
-mia: hipotético
-era: apreensivo

Tseta tsa kamatamia 
Eu gostaria de trabalhar, ter um emprego
Etse tɨma utsu; ayin utsu
Eu não estou indo, talvez ele vá [Eu acho, parece que ele está se arrumando]
Etse tɨma utsu; ayía utsu 
Não estou indo, disseram que ele vai [há rumores]
Ese tɨma utsu ay=aka utsu
Não estou indo, talvez ele vá [pergunte a ele, nunca se sabe]
Reduplicação: Em kokama, a reduplicação dos verbos ocorrem para enfatizar aspectos de duração, continuidade, distribuição, intensidade, iteração e ênfase:
Reduplicação: Em kokama, a reduplicação dos verbos ocorrem para enfatizar aspectos de duração, continuidade, distribuição, intensidade, iteração e ênfase:
- Chikari  ->  procurar
  - chika-chikari  -> continuar procurando
- Tsapuki  -> chamar
  -  tsapu-tsapuki  -> continuar chamando
- Yaparari -> Afundar
  - yapa-pa-rari (-ka)  ->  afundar muito fundo

### Alinhamento
A língua Kokama mostra alinhamentos dos tipos indirectivo (P=T≠R) e secundativo (P=R≠T),  mas sem evidência formal ou prática de um secundo objetivo de qualquer tipo. Normalmente, eventos tripartípices são sintaticamente codificados em pelo menos três maneiras, mas nenhuma delas possui dois objetos gramaticais.
Marira ray tɨma na yumiura tatsui

Por que você só não dá isso pra mim?
Ami memuta ɨrarauy manirika
Vovô mostrou a canoa a Manuel
Raepe rana memuta rana pua
E então eles mostram suas mãos

### Partículas
Foram descritas várias partículas em Kokama, as quais possuem importante função na construção semântica, dentre elas:
tipa -> interrogação
tɨma -> negação
na -> assim mesmo
tsapa -> pronto

Awa-tipa ikara
Alguém-partícula de interrogação - cantar
Quem canta?
Ritama kwara tyma tsa eju
Povoado - dentro - partícula de negação - eu - comer
Eu não comi na cidade

## Vocabulário
Exemplos de palavras simples:
/'tsenʊ/ -> ‘escutar’
/tsinɪ/ -> ‘branco’
/'kenɐ/ -> 'flauta’
/'kanɐ / -> ‘plural’
/'pirɐ/ -> ‘pele’
/'kɨrɐ/ -> ‘imaturo’
/'bejʊ/  -> ‘beju’
/'penʊ/ -> ‘nós'
/'merʊ/ -> ‘mosca’
/'ukɐ/ -> ‘casa’
/'upɐ/ -> ‘tudo’
/'ipirɐ/ -> ‘peixe’
/'wɨrɐ/ -> ‘passarinho’

### Adjetivos
Alguns exemplos de adjetivos kokama são:
era -> bom
ajtserapa -> feia
aitserapa ura -> feia ela
tini -> branco
sisa tini -> flor branca
tini ura -> branca ela
ipuku -> comprido
parana ipuku ->  rio comprido

### Numerais
- wepe  -> um
- mukujka  -> dois
- mutsapɨrɨka  -> três
- iruaka  -> quatro
- pitʃka  -> cinco
- sokta  -> seis
- kansi  -> sete
- pusa  -> oito
- iskun  -> nove
- tʃunga  -> dez
- tʃunga wepe  -> onze (10+1)
- tʃunga mukujka  -> doze (10+2)
- mukujka tʃunga  -> vinte (2x10)
- mutsapɨrɨka txunga  -> trinta (3x10)
- mutsapɨrɨka tʃunga wepe  -> trinta e um (3x10+1)
- patʃa  -> cem ou cento
- mukujka patʃa  -> duzentos (2x100)
- mukujka patʃa wepe  -> duzentos e um (200+1)
- mukujka patʃa tSunga iruaka  -> duzentos e quatorze (200+10+4)
- mukujka patʃa socta tʃunga  -> duzentos e sessenta {200+ (6x100)}
- mukujka patʃa socta tʃunga kansi  -> duzentos e sessenta e sete {2x100+(6x10)+7}
- waranga  -> mil

Dona Etília irori iruaka atawari sopja
Dona - Etília - trazer - quatro - galinha - ovo
"Dona Etília trouxe quatro ovos de galinha"
wepe perota
uma - bola
"uma bola"
mukujka uka
dois - casa
"duas casas"

### Texto de exemplo
Um preciosíssimo e importante relato é a história tradicional de origem do povo Kokama, o qual pode ser lido em sua língua original e sua respectiva tradução:
Ɨmɨna niapapa ukua upimaka. Ra purara ikian tsukuri waynauri, yapararinan wepe, wepe ɨpatsu tsɨmara. Umipupenan ra mɨmɨrata. Ikiaka tichari wepe tataɨrautsu, na. Ay, uri warikan ɨwati. Ra taɨra uwari, tsukuri, tsukurikɨra. Uri, ay ruwaripuka, ra uwata amutse ra utsu. Raepe ra yawachima wepe ɨpatsukuara, era kukunapura tururukanan… Raepe ra yutin ra yakuarara ramama. Maniataka tikua tamamamia. Makatakura. Amutsetaka tuwata. Tsenutaka ta tsapuki rapuka ramia na rikuaka riya. Aytsemeka ra ipamata ryakɨ ra yapararitupatsui. Ya tsapuki wiiii, na ra eretse. Tɨma mari katupe. Ya ra tapiara wiuta. Maniamaniakan tsukuri uri, amutsewetutsu. Ene tɨma tamama, ya rutsu. Rama urika. Riay ene tɨma ta tsapukiuy, ta mama ta tsapuki. Awɨrɨ tsukurikana uritsuri rakakura; tɨma ra tseta ikuakaka rana. Raepetsui ra mama tapiaratsui katupiuri. Etse namama, ikian ramama kumitsa. Mariariray ene ajanka. Mariraray na tsapukitsuy, na ra kumitsa. Ta ikuatsenene, rikua ta tsapukinuy.Ay eray papisha, ene tɨmapuray tsukuriutsu. Ene napapaya utsu. Napapa ikuapura na ikuautsu. Tɨmapuray na utsu ajan ɨpatsukuara, riaura na ra kumitsa. Tsakumitsara napapapuka, ene ajan, katupiutsu awara. Tɨmapuray na utsu tsukuri; natsenuay? Tatsenura, na kumitsa. Ɨɨss, ikiakatika ay awaura. Ene yay utsu na umipupenan, na errata upi awautsu. Ria na kakɨrɨutsu. Raepetsui, na utsu napapa kakura; na tsukuri wayna kumitsa. Upinan ay ruwaka awara. Raepe ra kumitsa: Yawa utsu ene uwata tuyukari ritamanu chitay na ukua. Tsukuri wayna upuri, makataka ra utsu... Aytsemeka ra uwata, rayawachimutsu wepe ritamaka. Aytsemeka yuka ritamaka upi awakana chikariura ra umipupenan ra eratatsen rana. Aykuankana, ria ryaukiura. Rama ritamaka ria, rama ritamaka ria... Ay ra kunumi. Rapurara wepe wayna, uri riay ramɨmɨrata umipupenan. Raepetsui ikia ɨkɨratsenkɨra ay uwari. Ra uwari wepe napitsarakɨra… Ikian wayna yaparachita ramɨmɨrakɨra: ta uwaritsuriay, ta uwakatsuriay awara ikian kukuna ɨpatsuka.Tɨmapura ta chirarutsu tsukuri, ta chirarutsu kukama. Raepetsui, kukamakana katupe ikian ɨpatsu tsɨmaran kukunakanatsui, ikian tsukurikɨratsui, rikua ra chirara ikian kukama. Raepetsui ikian wayna yaparachita ra mɨmɨrakɨra: kukamakɨra, kukamakɨra. Uriaka ra kumitsa, ra kumitsa tsupara. Ra kumitsa: kukamiriakɨra, kukamiriakɨra. Rikua Kukamiria riay emete…
Há muito tempo, nosso pai costumava estar em toda parte. Um dia ele se deparou com uma mulher-jiboia que estava deitada à margem de um lago. Só com um olhar, ele a faz grávida. "Aqui vou deixar o meu filho", ele diz. Em seguida, ele vai para cima. Então seu filho nasce, uma pequena jibóia. Depois que ele nasce, ele decide ir embora. Ele chega a um lago com margens cheias de cubius bem maduros (Solanum sessiliflorum)... Uma vez lá, ele lembra de sua mãe. "Como eu seria capaz de reconhecer minha mãe? Onde ela pode estar? Ela deve estar longe. Talvez ela escute se eu chamá-la", pensou ele. Finalmente, ele levanta sua cabeça do chão. Ele grita "wiii”; ele grita muito alto. Ninguém aparece. Ele sibila por um tempo. Então todos os tipos de jiboias se aproximam. "Você não é minha mãe" (ele diz). Então ela vai embora. Outra vem. Eu também não chamei por você, eu chamei por minha mãe... Muitas jiboias vão até ele, mas ele não as reconhece. Depois algum tempo, sua mãe aparece. "Eu sou sua mãe", a mãe dele diz. "Por quê você está aqui? Por que você me chamou?", ela diz. "Para te conhecer é por isso que eu te chamei". "Tudo bem, filho, você não será mais uma jiboia. Você será como seu pai. Você obterá a sabedoria de seu pai. Você não voltará para o lago", é isso que ela diz. Quando eu chamar seu pai, você vai se transformar em uma pessoa. Você não será mais uma jiboia, escutou?", "Escutei", ele diz. E então ele se torna uma pessoa. "Você também, com apenas um olhar, você vai curar todas as pessoas, vai engravidar as mulheres. Assim você vai viver, e só depois disso você irá para lado de seu pai"; isso é o que mulher-jiboia diz. E então todos as jiboias viram pessoas. Em seguida, ela diz: "Dê uma volta na terra, visite todas as aldeias. Então a mulher-boa vai embora. Então, ele vai e chega a uma aldeia. Naquela aldeia, todos o procuram para curá-los com apenas um olhar. Então ele cura os doentes. Em outra aldeia, o mesmo; noutra aldeia, faz o mesmo... Até então ele é um jovem rapaz. Ele encontra uma mulher; ele também a faz grávida com apenas um olhar. E então, com isso nasce uma criança, um menino...Essa mulher faz seu filho dançar dizendo: "eu me transformei em uma pessoa aqui no lago Cocona. Eu não vou me chamar de jiboia, vou me chamar Kukama". E então de uma pequena jiboia, os kukamas aparecem nesta margem do lago de coconas. É por isso que se chama Kukama. Mais tarde, esta mulher continua fazendo seu filho dançar dizendo: "pequeno kukama, pequeno kukama". Ela repete isso tantas vezes que ela fica confusa e diz: "pequeno kukamiria, pequeno kukamiria". E é assim que os Kukamiria vieram a existir também…

## Cultura

### Campeonato
O Campeonato da Língua Kokama é um evento e competição cultural que promove o uso e o fortalecimento da língua. O evento faz parte da Década Internacional das Línguas Indígenas. A quarta edição foi realizada com apoio da Fundação Nacional dos Povos Indígenas e do Ministério dos Povos Indígenas. Há apresentações como cantos, danças, poesias, dramatizações e performances musicais, além de artesanatos, culinária, entre outras expressões culturais.
| “                                                                                     | O Campeonato da Língua Kokama foi mais do que um evento cultural, foi um ato de resistência, celebração e união, reafirmando que, enquanto houver quem fale, cante e ensine a língua, o espírito do povo Kokama permanecerá forte e vivo | ” |
| — Laura Iya Kokama, presidente da Organização das Mulheres Indígenas Kokama Lua Verde | |   |